# Goga Sekulić
Goga Sekulić (în sârbă Гога Секулић; n. 27 februarie 1977, Pljevlja, Comuna Pljevlja, Muntenegru) este o cântăreață sârbă din Muntenegru. A debutat în 2000 și a dobândit faimă substanțială odată cu albumul său de studio din 2006 și cu melodii de succes, precum „Gaćice” (Chiloți). Goga Sekulić a lansat opt albume solo cu melodii în genurile turbo-folk și pop-folk.

## Biografie
Goga Sekulić a înregistrat cu casa de discuri din Serbia City Records primul său album în 2000, Ljubavnica (cu sensul de Amanta), iar în 2001 a avut succes cu albumul I lepša i bolja. A urmat albumul 'Opasno po zivot în 2002. Tot cu casa de discuri din Serbia City Records  a înregistrat albumul Po zakonu în 2003. Albumul Po zakonu conține șapte piese și un duet cu cântărețul din Muntenegru Šako Polumenta. 
Sekulić a apărut pe coperta ediției Playboy din Serbia din martie 2004. În 2007 a apărut și în versiunea sârbă a serialului TV Celebrity Big Brother. 
În 2012, ea a apărut în serialul Vice, Ghid pentru Balcani, ca reprezentant al scenei turbo-folk sârbe din 2012.
În 2013, Sekulić s-a căsătorit cu omul de afaceri sârb, Igor Ramović, care a fost ulterior diagnosticat cu cancer și a murit în urma unui tratament nereușit la două luni de la nunta lor. Ulterior, din cauza moștenirii, ea a avut conflicte grave cu soacra sa, care s-au transformat în procese îndelungate.  La sfârșitul anului 2018, ea a născut un fiu, Vasilij Andrej, în timp ce se întâlnea cu concurentul de jiu-jitsu brazilian , Uroš Domanović.

## Discografie

### Albume de studio
- Ljubavnica (2000)
- I lepša i bolja (2001)
- Opasno po zivot (2002)
- Po zakonu (2003)
- Srce na pauzi (2006)
- Zlatna koka (2008)
- Ja sam probala sve (2011)
- Ponovo rođena (2014)